# 集约化畜牧业
集约化畜牧业、工业化畜牧业生产和大型农场， 也称为（尤其是反对者）工厂化养殖， 是集约化农业的一种类型，特别是一种旨在最大化产量同时最小化成本的畜牧业方法。 为了实现这一目标，农业综合企业利用现代机械、生物技术和全球贸易，大规模、高密度地饲养牛、家禽和鱼类等牲畜。该行业的主要产品是供人类消费的肉、奶和蛋。 考虑到资源成本，集约化畜牧业从社会长远角度来看是否可持续存在问题。分析师还提出了有关其道德的问题。
关于集约化动物养殖的益处、风险和道德问题人们一直争论不休。这些问题包括粮食生产效率、动物福利、健康风险和环境影响（例如农业污染和气候变化）。 

## 历史
集约化畜牧业是农业历史上相对较新的发展，它利用科学发现和技术进步，实现了农业方法的变革，从而提高了产量。19世纪末的创新通常与工业革命后期其他行业大规模生产的发展并行。 20世纪前二十年，维生素及其在动物营养中的作用的发现导致了维生素补充剂的出现，使得鸡可以在室内饲养。 抗生素和疫苗的发现通过减少疾病促进了牲畜的大量饲养。第二次世界大战期间开发的化学品产生了合成农药。航运网络和技术的发展使得农产品的长距离配送成为可能。
1820年至1975年间（1820年至1920年；1920年至1950年；1950年至1965年；1965年至1975年），世界各地的农业产量翻了四倍，养活了1800年全球10亿人口和2002年65亿人口同一时期，随着农业生产过程变得更加自动化，参与农业的人数有所下降。 20世纪30年代，24%的美国人从事农业工作，而2002年这一比例为1.5%；1940年，每个农场工人为11个消费者提供服务，而在2002年，每个工人为90个消费者提供服务。
英国的工厂化农业时代始于1947年，当时新的1947 年农业法向农民提供补贴，鼓励他们通过引进新技术提高产量，从而减少英国对进口肉类的依赖。联合国写道，“集约化动物生产被视为提供粮食安全的一种方式。”  1966年，美国、英国等工业化国家开始了肉牛、奶牛和家猪的工厂化养殖。 从美国和西欧的中心地带开始，集约化畜牧业在 20 世纪后期变得全球化，并且在越来越多的国家中仍在扩大和取代传统的牲畜饲养方式。  1990年，集约化畜牧业占世界肉类产量的30%，到2005年，这一比例已上升至40%。 

## 类型
集约化农场饲养着大量动物，通常是牛、猪、火鸡、鹅或鸡，通常饲养在室内，饲养密度高。目的是以尽可能低的成本生产大量的肉、蛋或奶。食物供应到位。维持健康和提高生产的方法可能包括使用消毒剂、抗菌剂、驱虫剂、激素和疫苗；蛋白质、矿物质和维生素补充剂；经常进行健康检查；生物安全；和气候控制设施。使用栅栏或匍匐器等物理限制措施来控制动物的行动或被认为不可取的行为。育种计划用于培育更适合封闭条件并能提供稳定食品的动物。 
畜禽集约化生产在发达国家普遍存在。联合国粮食及农业组织( FAO ) 估计 2002 年至 2003 年工业生产占全球生产的百分比为：牛肉和小牛肉占 7%，绵羊和山羊肉占 0.8%，猪肉占 42%，以及 67%。用于家禽肉。据估计，工业产量占全球这些肉类产量总和的 39%，占鸡蛋总产量的 50%。 在美国，根据全国猪肉生产者理事会，每年屠宰的 9500 万头生猪中，有 8000 万头是在工业环境中饲养的。

### 鸡

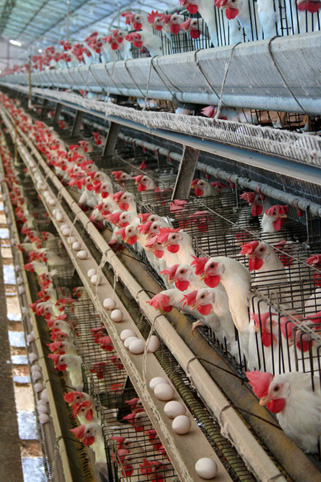
巴西的母鸡

20 世纪家禽生产的主要里程碑是维生素 D的发现， 它使得全年饲养鸡成为可能。在此之前，鸡在冬季（由于缺乏阳光）无法茁壮成长，淡季的产蛋、孵化和产肉都非常困难，使得家禽成为季节性且昂贵的产品。全年生产降低了成本，尤其是肉鸡。
同时，通过科学饲养，提高鸡蛋产量。经过几次失败的开始（例如缅因州实验站在提高产蛋量方面的失败），俄勒冈州实验站的德莱顿教授展示了成功。 
产量和质量的提高伴随着劳动力需求的降低。从 20 世纪 30 年代到 20 世纪 50 年代初，1,500 只母鸡为美国的一个农场家庭提供了一份全职工作。 20 世纪 50 年代末，鸡蛋价格大幅下跌，农民通常将饲养的母鸡数量增加两倍，将三只母鸡放入原来的单鸟笼中，或将地板限制屋从单层栖息地改为三层鸟舍。德克尔栖息。此后不久，价格进一步下跌，大量蛋农退出该行业。盈利能力的下降伴随着消费者价格的普遍下降，使得家禽和鸡蛋失去了奢侈食品的地位。
Robert Plamondon 报告称，他所在的俄勒冈州最后一个家庭养鸡场 Rex Farms 拥有 30,000 只蛋鸡，一直存活到 20 世纪 90 年代。然而，目前运营商的标准蛋鸡舍数量约为 125,000 只母鸡。
鸡蛋和家禽行业的垂直整合是一个较晚的发展，发生在所有重大技术变革已经实施多年之后（包括现代肉鸡饲养技术的发展、康沃尔十字肉鸡的采用、蛋鸡笼的使用） ， ETC。）。
到 20 世纪 50 年代末，家禽生产发生了巨大变化。大型农场和包装厂可以饲养数以万计的鸟类。鸡可以被送到屠宰场屠宰并加工成预先包装的商业产品，然后冷冻或新鲜运往市场或批发商。目前，肉鸡需要六到七周的时间才能长到上市体重，而仅仅五十年前，这一时间需要三倍的时间。 这是由于基因选择和营养改变（但不是生长激素的使用，生长激素在美国和许多其他国家在家禽中使用是非法的，并且没有效果）。曾经只是偶尔食用的肉类，但普遍的可用性和较低的成本使鸡肉成为发达国家常见的肉类产品。 20 世纪 80 年代和 90 年代，人们对红肉胆固醇含量的日益关注进一步导致鸡肉消费量的增加。
如今，鸡蛋是在环境参数得到良好控制的大型鸡蛋牧场生产的。鸡全年都暴露在人造光循环下以刺激产蛋。此外，强制换羽在美国很常见，通过控制光线和食物的获取来触发换羽，以增加鸡蛋的大小和产量。强制换毛是有争议的，并且在欧盟是被禁止的。 
平均而言，一只鸡每天产一个蛋，但并非一年中的每一天都产蛋。这随品种和一年中的时间而变化。 1900 年，每只母鸡每年平均产蛋 83 枚。 2000年，这个数字远远超过300。在美国，蛋鸡在第二个产蛋季节后会被屠宰。在欧洲，它们通常在一个季节后就被屠宰。产蛋期从母鸡大约 18-20 周大时开始（取决于品种和季节）。蛋型品种的雄性在任何年龄都没有什么商业价值，所有不用于繁殖的鸡（大约占所有蛋型鸡的百分之五十）在孵化后不久就会被淘汰。老母鸡也没有什么商业价值。因此，100年前禽肉的主要来源（春鸡和炖母鸡）都已完全被肉用肉鸡所取代。

### 猪

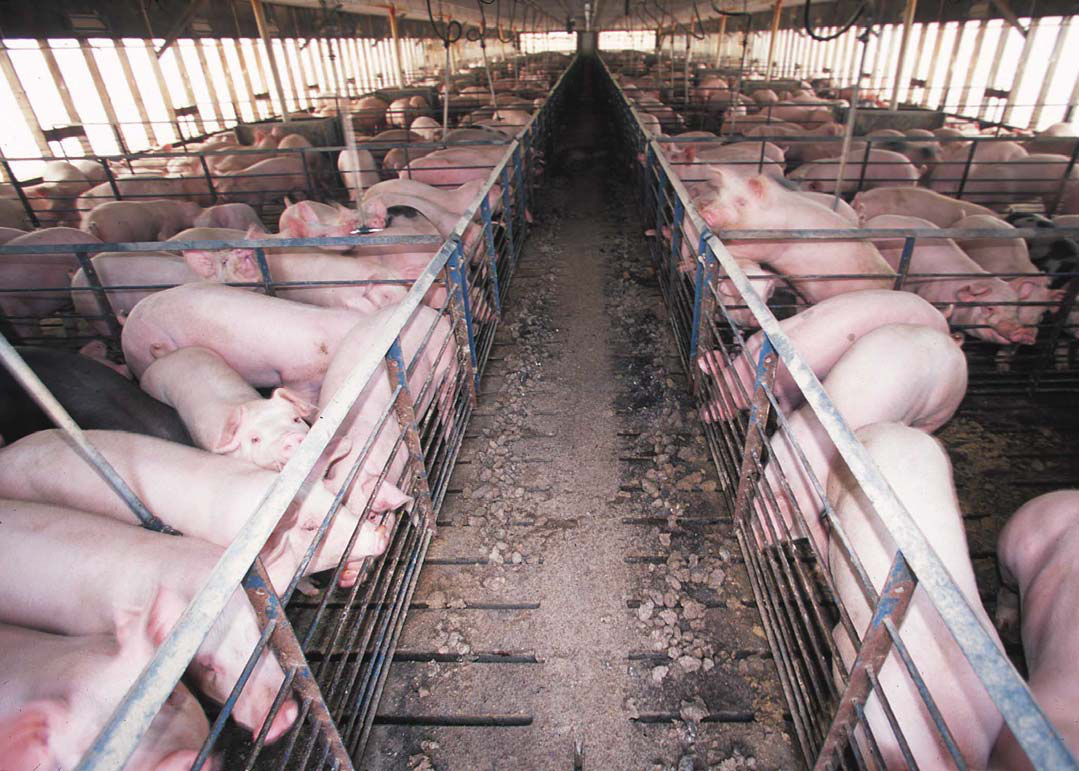
美国中西部，猪被限制在集约化系统的谷仓里

在美国，集约化养猪场（或养猪场）是动物集中饲养场(CAFO) 的一种，专门用于饲养家猪直至屠宰体重。在这个系统中，生长猪被圈养在室内群舍或稻草棚内，而怀孕母猪则被限制在母猪栏（妊娠栏）内并在产仔栏内分娩。、
母猪栏的使用降低了生产成本并减少了随之而来的动物福利问题。世界上许多最大的生猪生产国（例如美国和加拿大）都使用母猪栏，但一些国家（例如英国）和美国各州（例如佛罗里达州和亚利桑那州）已禁止使用母猪栏。
集约化猪舍一般是大型仓库式建筑。室内养猪系统可以监测猪的状况，确保最大限度地减少死亡并提高生产力。建筑物通风并调节温度。大多数家猪品种都容易受到热应激的影响，而且所有猪都缺乏汗腺，无法自我降温。猪对高温的耐受力有限，热应激可能导致死亡。将更具体的温度维持在猪的耐受范围内也可以最大限度地提高生长和生长与饲料的比率。在集约化饲养中，猪无法打滚（泥浆），而这是它们的自然冷却机制。集约化猪舍通过通风或滴水系统（滴水冷却系统）来控制温度。
猪是天然的杂食性动物，通常饲喂谷物和蛋白质来源（大豆或肉骨粉）的组合。较大的集约化养猪场可能被种植饲料谷物的农田包围。另外，养猪场也依赖谷物工业。猪饲料可以购买包装好的或现场混合的。集约化养猪系统将猪限制在单独的猪栏内，允许每头猪分配一份饲料。个体饲喂系统还便于通过饲料对猪进行个体用药。这对于集约化农业方法具有更重要的意义，因为与其他动物的距离很近使得疾病传播得更快。为了防止疾病传播并促进生长，需要预先施用抗生素、维生素、激素和其他补充剂等药物。
室内系统，特别是畜栏和围栏（即“干燥”系统，而不是稻草内衬系统）可以轻松收集废物。在室内集约化养猪场，粪便可以通过泻湖系统或其他废物管理系统进行管理。然而，气味仍然是一个难以管理的问题。
动物在集约化系统中的饲养方式各不相同。种母猪在怀孕期间大部分时间都在母猪栏或产仔栏里度过，直到上市。
仔猪经常接受一系列治疗，包括阉割、断尾以减少咬尾、剪牙（以减少对母亲乳头的伤害、牙龈疾病并防止以后长出獠牙）以及将耳朵切开以帮助识别。治疗通常不使用止痛药。弱小的幼崽可能在出生后不久就被杀死。
仔猪也可能在两到五周大时断奶并从母猪身上移走 ，并放置在猪棚中。然而，生长猪（占猪群的大部分）通常被安置在替代的室内猪舍中，例如批量猪栏。在怀孕期间，可能会优先使用畜栏，因为它有利于饲料管理和生长控制。它还可以防止猪的攻击行为（例如咬尾巴、咬耳朵、咬外阴、偷食物）。群栏通常需要较高的饲养技能。此类围栏通常不含稻草或其他材料。或者，铺有稻草的棚屋可以容纳较大的年龄组（即不分批）。

### 牛

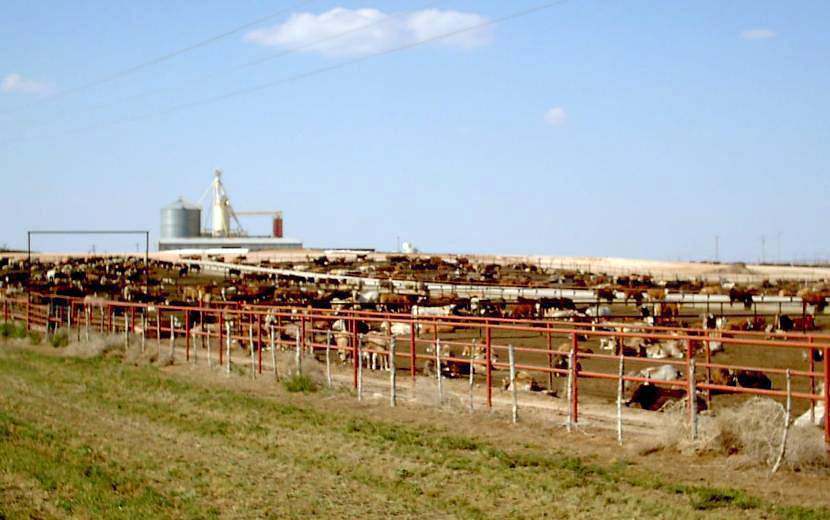
德克萨斯州狭长地带饲养场里的肉牛。这样的限制虽然给农民增加了工作量，但却能使动物快速成长。

牛是驯化的有蹄类动物，属于牛科牛亚科的成员，是野牛( Bos primigenius ) 的后代。 它们被作为牲畜饲养，以获得其肉（称为牛肉和小牛肉）、乳制品（牛奶）、皮革和役畜。截至 2009 年至 2010 年，估计世界上有 1.3 至 14 亿头牛。  
与牛最常见的互动包括日常喂养、清洁和挤奶。许多日常饲养实践包括耳标）、去角、装载、兽医外科、疫苗接种和蹄形头护理，以及农业展示和销售的培训和分类。 

饲养场系统图。这可以与更传统的放牧系统形成对比。

一旦牛达到入门级体重，大约650磅（290） ，它们从牧场转移到饲养场，饲喂专门的动物饲料，其中包括玉米副产品（来自乙醇生产）、大麦和其他谷物以及苜蓿和棉籽粕。饲料还含有由微量成分组成的预混料，如维生素、矿物质、化学防腐剂、牲畜抗生素的使用、发酵产品和其他基本成分，这些成分通常是从预混料公司购买的，通常是袋装的，用于混合到商业口粮中。由于这些产品的可用性，使用自己的谷物的农民可以配制自己的口粮，并确保动物获得建议水平的矿物质和维生素。
现代养牛工业化农业体系对人类健康有许多潜在影响。人们担心所使用的抗生素和生长激素、大肠杆菌污染增加、饲料导致肉中饱和脂肪含量较高，以及环境问题。 
截至 2010 年，美国有 766,350 家生产商参与牛肉饲养。牛肉行业是细分的，大部分生产商参与饲养肉牛犊。肉牛犊一般以小规模饲养，90%以上的牛群数量不足100头。参与育肥阶段的生产商较少，而育肥场，但美国仍有 82,170 个育肥场。 

### 水产养殖

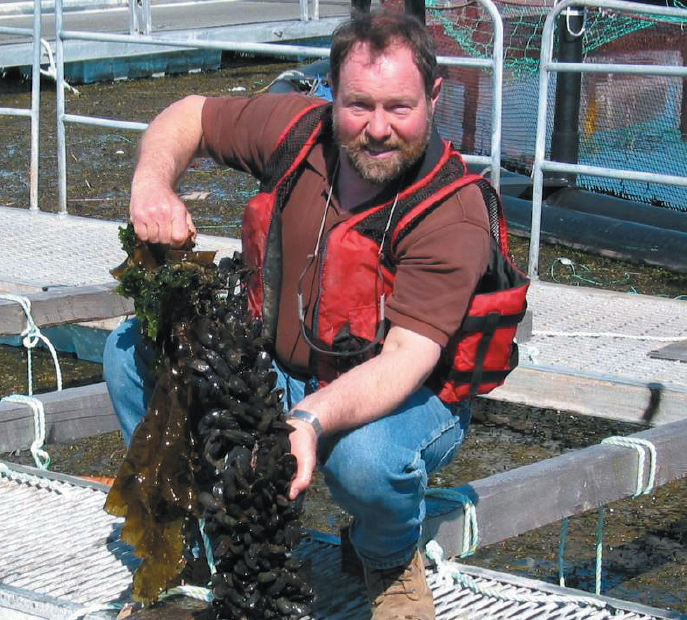
加拿大芬迪湾大西洋鲑鱼附近养殖的蓝贻贝

综合多营养水产养殖（IMTA），也称为综合水产养殖， 是一种将一个物种的副产品（废物）回收利用以成为另一个物种的投入（肥料、食物）的做法，使水产养殖集约化。饲料水产养殖（例如鱼和虾）与无机提取物（例如海藻）和有机提取物（例如贝类）水产养殖相结合，创建平衡的系统，以实现环境可持续性（生物缓解）、经济稳定（产品多样化和降低风险）和社会可接受性（更好的环境）。管理实践）。 
与传统水产养殖不同，该系统是多营养的，因为它利用不同营养或营养水平的物种。 
理想情况下，这样的系统中的生物和化学过程应该平衡。这是通过适当选择不同物种和提供不同生态系统功能的比例来实现的。共培养的物种不应该只是生物过滤器，而是具有商业价值的可收获作物。 一个有效的 IMTA 系统应该基于共培养物种的互惠互利和改善生态系统健康，在短期内。为整个系统带来更高的产量，即使某些物种的单产量在短期内低于单一栽培的产量。 

## 条例
主要条款： 动物法
在不同的司法管辖区，某些类型的集约化动物生产须遵守环境保护法规。在美国，排放或拟排放废物的集约化畜禽饲养场（CAFO）需要获得许可，并实施粪便养分、污染物、废水等管理计划（如适用），以满足联邦《清洁水法》的要求。2000 年，美国环境保护局公布了 32 个行业 5 年和 1 年的环境绩效数据，其中畜牧业的数据主要来自对 CAFO 的检查。这些数据主要涉及根据《清洁水法》进行的检查和执法，也涉及根据《清洁空气法》和《资源保护与恢复法》进行的检查和执法。在 32 个行业中，畜牧业在 5 年期间的环境绩效排名前七位，在最后一年的排名前两位。畜牧业 5 年和最后一年的执法/检查比率分别为 0.05 和 0.01。同样在最后一年，畜牧业是 32 个行业中违规设施比例最低的两个行业之一。在加拿大，集约化畜牧业受省级监管，各省对受监管实体的定义各不相同。例如，集约化畜牧业（萨斯喀彻温省）、封闭饲养业（艾伯塔省）、饲养场（不列颠哥伦比亚省）、高密度永久性室外圈养区（安大略省）和饲养场或加工厂（马尼托巴省）。在加拿大，集约化畜牧生产与其他农业部门一样，也要遵守其他各种联邦和省级规定。
在美国，包括联邦《动物福利法》在内的半数州立虐待动物法都将养殖动物排除在外。1873 年颁布并于 1994 年修订的《28 小时法》规定，当动物被运往屠宰场时，车辆必须每隔 28 小时停靠一次，动物必须被放出来运动、进食和饮水。美国农业部称，该法不适用于鸟类。《人道屠宰法》也有类似限制。该法最初于 1958 年通过，要求牲畜在屠宰前必须被电晕至失去知觉。该法也不包括鸟类（占屠宰食用动物的 90% 以上）、兔子和鱼类。各州都有自己的虐待动物法规；不过，许多州都有"农场权法"作为豁免标准农业做法的规定。
美国试图以最现实的方式监管农场。要想以有限的资源和时间有效监管最多的动物，最简单的方法就是监管大型农场。在纽约州，许多动物饲养场不被视为 CAFO，因为它们的奶牛数量不足 300 头。这些农场没有像 CAFO 那样受到监管。这可能导致污染和养分沥滤。美国环保局的网站说明了这一问题的严重性，称纽约州海湾流域有 247 家动物饲养场，其中只有 68 家是州污染物排放消除系统 (SPDES)许可的 CAFO。
在俄亥俄州，动物福利组织与农场组织通过谈判达成了和解，而在加利福尼亚州，选民于2008年批准了提案 2,《农场动物圈养标准》。其他州也颁布了相关法规，并计划在其他州开展全民公决和游说活动。
2009年2月，美国农业部提出了一项名为 "粪便及其他农业和工业副产品利用 "的行动计划。该计划的目标是通过安全有效地利用粪便来保护环境以及人类和动物的健康。为了实现这一目标，需要采取多项行动，其中包括以下四项内容：
- 通过更有效的动物营养和管理提高粪肥营养成分的利用率。
- 通过改进收集、贮存和处理方法，实现粪肥价值最大化。
- 在综合耕作系统中利用粪便，提高盈利能力并保护土壤、水和空气质量。
- 将粪便和其他农业副产品用作可再生能源。

2012 年，澳大利亚最大的连锁超市 Coles 宣布，自 2013 年 1 月 1 日起，将停止销售来自工厂化农场的公司品牌猪肉和鸡蛋。澳大利亚另一家主要连锁超市伍尔沃斯（Woolworths）已经开始逐步淘汰工厂化养殖的动物产品。现在，伍尔沃斯的所有自家品牌鸡蛋都是无笼养鸡蛋，到 2013 年年中，他们的所有猪肉都将来自经营无厩肥农场的农户。
2021 年 6 月，欧洲联盟委员会宣布计划在 2027 年之前禁止笼养一些动物，包括蛋鸡、雌性种猪、小牛肉、兔子、鸭子和鹅。

## 争议和批评
工厂化养殖的倡导者声称，过去二十年来，工厂化养殖改善了住房、营养和疾病控制；然而，这些说法已被揭穿。 事实证明，工厂化养殖危害野生动物和环境， 造成健康风险， 虐待动物，  剥削工人（特别是无证工人），并引发非常严重的道德问题。  

## 动物福利
在英国，政府于1979年成立了动物福利委员会作为动物福利的独立顾问，其政策表述为五项自由：免于饥渴；免于不适；免于疼痛、伤害或疾病；表达正常行为；免于恐惧和痛苦。 
世界各地在接受哪种做法方面存在差异，法规也在不断变化，而动物福利是加强监管的强大推动力。例如，欧盟正在制定进一步的法规，规定到 2010 年肉鸡的最大饲养密度， 
英国动物福利部长评论说：“肉鸡的福利是整个欧盟人民关注的一大问题。该协议向世界其他国家发出了强烈的信息，即我们关心动物福利。” 
工厂化养殖在澳大利亚引起了很大争议，许多人不赞同工厂化养殖场对待动物的方法和方式。由于动物被关在狭小的空间里，它们经常会受到压力，并会相互攻击。为了防止受伤导致感染，它们的喙、尾巴和牙齿都被拔掉。 许多小猪在拔掉牙齿和尾巴后会休克而死，因为在这些操作中不使用止痛药。工厂化农场是获得空间的一种流行方式，饲养鸡等动物的空间比一张 A4 纸还小。
例如，在英国，不赞成对鸡进行断喙，但人们认识到这是不得已而为之的方法，被认为比允许恶性战斗和最终同类相食更好。美国 600 万头种母猪中，有 60% 到 70% 在怀孕期间以及成年后的大部分时间都被限制在2乘7英尺（0.61乘2.13米）妊娠箱。据猪肉生产商和许多兽医称，如果母猪被关在猪栏里，它们就会打架。美国最大的猪肉生产商于 2007 年 1 月表示，将在 2017 年之前逐步淘汰妊娠栏。欧盟正在逐步淘汰此类产品，禁令将于 2013 年怀孕第四周后生效。 
 随着工厂化养殖的发展，广大公众对这些问题的认识不断增强，这主要归功于动物权利和福利活动人士的努力。 因此，妊娠箱这一最具争议的做法，在美国、 欧洲和世界各地都受到法律的约束，由于采取较少限制的做法的压力，逐步停止使用妊娠箱。
在美国，因脱垂导致的母猪死亡率一直在上升，这归咎于密集的养殖方式。母猪每年平均产下 23 头猪仔。 
仅在美国，每年就有超过 2000 万只鸡、33 万头猪和 166,000 头牛在运往屠宰场的过程中死亡，约 80 万头猪在抵达后无法行走。这通常是由于暴露于极端温度和创伤造成的。 

## 人类健康影响
据美国疾病控制与预防中心(CDC) 称，集中饲养动物的农场可能会导致农场工人出现不良健康反应。工人可能会患上急性和慢性肺部疾病、肌肉骨骼损伤，并可能感染从动物传播给人类的感染（例如结核病）。 
杀虫剂用于控制被认为有害的生物体 ，并通过防止害虫造成产品损失来为农民节省资金。 在美国，大约四分之一的农药用于房屋、庭院、公园、高尔夫球场和游泳池 ，大约 70% 用于农业。 然而，农药可能会进入消费者体内，从而导致健康问题。 其来源之一是工厂化农场饲养的动物体内的生物累积。   
“研究发现，工厂化农场附近社区居民的呼吸系统、神经行为和精神疾病有所增加。” 
疾病预防控制中心写道，动物粪便中的化学、细菌和病毒化合物可能会在土壤和水中传播。这些农场附近的居民报告了诸如难闻气味、苍蝇和不良健康影响等问题。 
疾病预防控制中心已经确定了许多与将动物粪便排放到河流、湖泊和空气中有关的污染物。在家畜中使用抗生素可能会产生对抗生素具有抗药性的病原体；寄生虫、细菌和病毒可能传播；氨、氮和磷会减少地表水中的氧气并污染饮用水；杀虫剂和激素可能会导致鱼类发生与激素相关的变化；动物饲料和羽毛可能会阻碍地表水中所需植物的生长，并为致病微生物提供营养；砷、铜等对人体健康有害的微量元素可能会污染地表水。 
导致COVID-19 大流行的人畜共患疾病，例如2019 年冠状病毒病(COVID-19)，与集约化畜牧业相关的环境变化越来越相关。 伐木、采矿、偏远地区道路建设、快速城市化和人口增长对原始森林的破坏使人们与以前从未接触过的动物物种有了更密切的接触。伦敦大学学院生态与生物多样性系主任凯特·琼斯表示，由此产生的从野生动物到人类的疾病传播现在是“人类经济发展的隐性成本”。
集约化农业可能使有害疾病更容易演变和传播。许多传染性动物疾病通过密集的动物种群迅速传播，而拥挤使得基因重组的可能性更大。然而，小型家庭农场更有可能引入鸟类疾病，并且更频繁地与人接触，就像2009 年流感大流行时所发生的那样。
在欧盟，生长激素被禁止，因为无法确定其安全水平。英国表示，如果欧盟未来某个时候取消禁令，为了遵守预防措施，英国只会考虑引入经过逐案验证的特定激素。  1998年，欧盟禁止给动物喂食对人类健康有益的抗生素。此外，2006年，欧盟禁止使用所有用于促进牲畜生长的药物。这些禁令实施后，动物产品和人类的抗生素耐药性水平有所下降。  
国际动物产品贸易增加了猪瘟、 疯牛病、口蹄疫和禽流感等恶性疾病在全球传播的风险。
在美国，牲畜中抗生素的使用仍然很普遍。  FDA 报告称，2009 年销售的所有抗生素中有 80% 用于牲畜，其中许多抗生素与用于治疗人类疾病的药物相同或密切相关。因此，其中许多药物正在对人类失去效力，在美国，与耐药细菌感染相关的总医疗费用每年在 166 亿至 260 亿美元之间。 
耐甲氧西林金黄色葡萄球菌(MRSA) 已在猪和人身上被发现，这引发了人们对猪作为人类感染 MRSA 的储存器的担忧。一项研究发现，2007 年美国和加拿大 20% 的养猪户携带 MRSA。 第二项研究显示，81% 的荷兰养猪场的猪感染了 MRSA，屠宰时 39% 的动物携带该病菌，并且所有感染的猪只都对四环素有耐药性，很多还对其他抗菌药物有耐药性。 最近的一项研究发现，MRSA ST398 分离株对一种用于农业的抗菌药物泰妙菌素的敏感性低于其他 MRSA 或对甲氧西林敏感的金黄色葡萄球菌。 牲畜中 MRSA 的感染病例有所增加。 CC398 是出现在动物体内的一种新型 MRSA 克隆菌，存在于集约化饲养的生产动物（主要是猪，也有牛和家禽）中，可通过这些动物传播给人类。尽管 CC398 对人类有危险，但它在食用动物中往往没有症状。 
2011 年的一项全国性研究报告称，美国杂货店出售的肉类和家禽中近一半（47%）受到金黄色葡萄球菌污染，其中超过一半（52%）的细菌对至少三类抗生素具有耐药性。 尽管葡萄球菌应该通过适当的烹饪来杀死，但由于食物处理不当和厨房中的交叉污染，它仍然可能对消费者构成风险。该研究的资深作者说：“耐药性金黄色葡萄球菌如此普遍，而且很可能来自食用动物本身，这一事实令人不安，需要关注当今食用动物生产中抗生素的使用方式。” 
2009年4月，墨西哥韦拉克鲁斯州的立法者指责大型养猪和养禽场是猪流感的滋生地，尽管他们并没有拿出科学证据来支持他们的说法。一场猪流感疫情似乎始于史密斯菲尔德子公司的一家猪 CAFO（集中动物饲养场）附近，很快就导致该地区 100 多名感染者死亡。 

## 对环境的影响
由于生態系統服務的丧失和全球变暖，集约化工厂化养殖已成为全球环境的最大威胁。它是全球环境退化和生物多样性丧失的主要原因之一。 仅供动物使用的饲料种植过程通常采用集约化方法，需要使用大量肥料和杀虫剂。这有时会导致水、土壤和空气被农用化学品和粪肥废弃物污染，并以不可持续的速度消耗水和能源等有限的资源。 昆虫食用受到多位专家的评价</link>作为传统畜牧业的可持续解决方案，如果大规模集约化养殖，将对环境造成的破坏要小得多。
猪和家禽的工业化生产是温室气体排放的重要来源，预计这一情况将变得更加严重。在集约化养猪场，动物通常饲养在带有板条或格栅的混凝土上，以便粪便排出。粪便通常以浆状形式储存（浆状是尿液和粪便的液体混合物）。农田储存过程中，粪浆会释放出甲烷，粪便撒在田间时会释放出一氧化二氮，造成土地和水体的氮污染。工厂化农场的家禽粪便排放大量一氧化二氮和氨。 
会产生大量且浓度较高的废弃物。 如果动物粪便未得到适当回收，会危及空气质量和地下水 
工厂化养殖的环境影响包括： 
- 为生产动物饲料而砍伐森林
- 生产高蛋白/高能量动物饲料对土地造成的不可持续的压力
- 农药、除草剂和肥料的制造以及用于饲料生产
- 饲料作物用水不可持续，包括抽取地下水
- 饲料作物肥料和粪肥中的氮和磷对土壤、水和空气的污染
- 土地退化（肥力下降、土壤压实、盐度增加、荒漠化）
- 由于水体富营养化、 酸化（英语）、杀虫剂和除草剂导致的生物多样性丧失
- 全球范围内牲畜遗传多样性减少，传统品种消失
- 由于畜牧业造成的栖息地破坏（尤其是饲料种植）导致的物种灭绝

## 劳动
小农户往往被工厂化农场吸收，成为工业设施的合同种植者。就家禽合同种植者而言，农民需要进行高昂的投资，建造禽舍，购买所需的饲料和药物，往往只能获得微薄的利润，甚至亏损。
研究表明，美国集中式动物养殖场（CAFO）的许多移民工人几乎没有接受过针对性的工作培训或有关这些工作相关危害的安全和健康信息。 英语水平有限的工人接受任何工作相关培训的可能性很小，因为培训通常只以英语提供。因此，许多工人并不认为他们的工作危险。这导致个人防护设备（PPE）使用不一致，并可能导致工作场所事故和伤害。移民工人也不太可能报告任何工作场所的危险和伤害。

## 市场集中度
该行业主要集中在屠宰和肉类加工阶段，只有四家公司屠宰和加工 81% 的牛、73% 的羊、57% 的猪和 50% 的鸡。  这种屠宰阶段的集中可能在很大程度上是由于监管壁垒造成的，这些壁垒可能使小型屠宰厂难以建造、维持或继续经营。这种屠宰阶段的集中可能在很大程度上是由于监管壁垒造成的，这些壁垒可能使小型屠宰厂难以建造、维持或继续经营。对畜牧业生产者而言，工厂化养殖可能并不比传统养殖更有利，因为它似乎会造成生产过剩，导致价格下跌。通过 "远期合同 "和 "营销协议"，肉类包装商能够在牲畜生产准备就绪之前就确定其价格。 这些策略往往会导致农民亏损，2007 年，美国一半的家庭农场都出现了这种情况。
1967年，美国有100万个养猪场；截至2002年，美国有11.4万个养猪场。
美国的许多牲畜生产商都希望将牲畜直接销售给消费者，但由于美国农业部检查的屠宰设施有限，当地种植的牲畜通常无法在当地屠宰和加工。

## 示威游行
从2011年到2014年，每年都有15,000到30,000人聚集在柏林，以 "我们受够了！"为主题，抗议工业化畜牧生产。

## 參看
- 动物工业综合体（英语）
- 动物权利
- 动物权利运动
- 动物福利
- 層疊籠
- 牛健康倡议（英语）
- 牧場
- 惰性氣體窒息
- 培植肉
- 《主宰》（2018 年电影）（英语）
- 环保素食主义（英语）
- 大豆的环境问题（英语）
- 农场保护区（英语）
- 工厂化养殖撤资（英语）
- 食品系统（英语）
- 饲料
- 妊娠定位欄
- 肉类包装金三角（英语）
- 人道屠宰法（英语）
- 食源性疾病爆发名单（英语）
- 美国爆发的食源性疾病清单（英语）
- 肉类图集（英语）
- 憫惜動物組織
- 有机农业
- 刀耕火种
- 小農
- 純素主義